# Pandémie de Covid-19 au Brésil
Pour un article plus général, voir Pandémie de Covid-19.
 (avril 2021).
La mise en forme du texte ne suit pas les recommandations de Wikipédia : il faut le « wikifier ».
Les points d'amélioration suivants sont les cas les plus fréquents. Le détail des points à revoir est peut-être précisé sur la page de discussion.
- Les titres sont pré-formatés par le logiciel. Ils ne sont ni en capitales, ni en gras.
- Le texte ne doit pas être écrit en capitales (les noms de famille non plus), ni en gras, ni en italique, ni en « petit »…
- Le gras n'est utilisé que pour surligner le titre de l'article dans l'introduction, une seule fois.
- L'italique est rarement utilisé : mots en langue étrangère, titres d'œuvres, noms de bateaux, etc.
- Les citations ne sont pas en italique mais en corps de texte normal. Elles sont entourées par des guillemets français : « et ».
- Les listes à puces sont à éviter, des paragraphes rédigés étant largement préférés. Les tableaux sont à réserver à la présentation de données structurées (résultats, etc.).
- Les appels de note de bas de page (petits chiffres en exposant, introduits par l'outil «  Source ») sont à placer entre la fin de phrase et le point final[comme ça].
- Les liens internes (vers d'autres articles de Wikipédia) sont à choisir avec parcimonie. Créez des liens vers des articles approfondissant le sujet. Les termes génériques sans rapport avec le sujet sont à éviter, ainsi que les répétitions de liens vers un même terme.
- Les liens externes sont à placer uniquement dans une section « Liens externes », à la fin de l'article. Ces liens sont à choisir avec parcimonie suivant les règles définies. Si un lien sert de source à l'article, son insertion dans le texte est à faire par les notes de bas de page.
- La présentation des références doit suivre les conventions bibliographiques. Il est recommandé d'utiliser les modèles {{Ouvrage}}, {{Chapitre}}, {{Article}}, {{Lien web}} et/ou {{Bibliographie}}. Le mode d'édition visuel peut mettre en forme automatiquement les références.
- Insérer une infobox (cadre d'informations à droite) n'est pas obligatoire pour parachever la mise en page.

Pour une aide détaillée, merci de consulter Aide:Wikification.
Si vous pensez que ces points ont été résolus, vous pouvez retirer ce bandeau et améliorer la mise en forme d'un autre article.
La pandémie de Covid-19 au Brésil débute officiellement le 25 février 2020 lorsqu'un premier patient est testé positif.
Les chiffres officiels sont cependant mis en doute. Selon des estimations le nombre de personnes réellement infectées serait douze à quinze fois supérieur aux chiffres annoncés par les autorités.
Le 12 juin, le pays est le deuxième au monde en nombre de contamination et de décès juste derrière les États-Unis. Le 19 juin, le pays franchit la barre des 1 000 000 cas puis le 21 juin, le pays franchit le seuil des 50 000 décès.
Au 11 octobre 2020, plus de 5 millions de contaminations sont confirmés dans le pays, dont plus de 150 000 morts.
À la date du 25 août 2022, le bilan est de 683 031 morts.

## Chronologie

Tendances fédérales du  Brésil
Nouveaux cas, par jour
Nouveaux décès, par jour
Cas cumulés
Décès cumulés

### Janvier et février

Nombre de cas (bleu) et nombre de morts (rouge) en échelle logarithmique.

Le 28 janvier 2020, le ministère de la Santé (Ministério da Saúde) a élevé l'alerte d'urgence au niveau 2 sur 3, considérant une « menace imminente » pour le Brésil, un cas suspect faisant l'objet d'une enquête à Belo Horizonte, Minas Gerais. Le lendemain, le ministère a annoncé qu'il enquêtait sur deux autres cas suspects, à Porto Alegre et Curitiba. Aucune autre information n'a été donnée sur les patients de Porto Alegre et Curitiba. Le patient de Belo Horizonte était un étudiant qui avait récemment visité Wuhan, en Chine, épicentre de l'épidémie,.
Le 3 février, le ministre de la Santé Luiz Henrique Mandetta a déclaré que le gouvernement brésilien proclamera une urgence de santé publique de portée internationale, même sans cas confirmé dans le pays. Il a également déclaré que le gouvernement aiderait au retour des Brésiliens de Wuhan,. Le lendemain, le ministère a confirmé qu'une trentaine de Brésiliens se trouvaient à Wuhan et qu'ils rentreraient au pays le 8 février. Il a également été annoncé qu'ils seraient mis en quarantaine pendant 18 jours à Anápolis, Goiás,,,.
Le 5 février, le gouvernement brésilien a envoyé deux avions pour évacuer 34 Brésiliens de Wuhan. Ils ont été mis en quarantaine avec l'équipage des avions dans une base de l'armée de l'air brésilienne à Anápolis et ont été libérés, ainsi que les médecins et les professionnels de la santé qui étaient en contact avec eux, le 23 février, quatre jours plus tôt que prévu, comme l'ont montré à plusieurs reprises les tests de routine, donnant des résultats négatifs pour la Covid-19.
Le 6 février, le ministère a annoncé neuf cas suspects dans le pays dans cinq États différents. Cependant, ceux-ci ont été rejetés par la suite. Le 24 février, le ministère a affirmé qu'il y avait officiellement quatre cas suspects dans le pays après le classement de 54 cas.
Le 25 février, le Département de la santé de São Paulo a signalé le premier cas de Covid-19 au Brésil et en Amérique du Sud. C'était un homme de 61 ans de São Paulo, qui a traversé la Lombardie, en Italie, du 9 au 21 février. Il a été testé positif pour le SARS-CoV-2 à l'hôpital israélite Albert Einstein, ce qui a également été confirmé par l'Institut Adolfo Lutz. Le patient présentait de légers symptômes et avait été mis en quarantaine à domicile,.
Le 26 février, à la suite du premier cas confirmé dans le pays, le gouvernement a indiqué que le Brésil surveillait 20 cas suspects, dont 12 étaient originaires d'Italie. Le lendemain, le Brésil a signalé 132 cas suspects dans 16 États, dont 85 dans l'État de São Paulo.
Le 28 février, le gouvernement brésilien a signalé 182 cas suspects dans 17 États ; 72 des cas de la veille ont été rejetés. Le même jour, les scientifiques brésiliens de Adolfo Institut Lutz et l'Université de São Paulo de Médecine Tropicale Institut - partie du Centre pour les arbovirus Discovery, Diagnostic, génomique et épidémiologie - ont annoncé le séquençage du génome du premier cas de Covid-19 rapporté au Brésil, en un temps record de seulement deux jours. Cette découverte contribuera à améliorer le diagnostic et les mesures de contrôle pour freiner la propagation de la maladie.
Le 29 février, un deuxième cas a été confirmé dans le pays : le patient était un homme de 32 ans arrivé de Milan. Le Brésil a également signalé 207 cas suspects dans 17 États, dont 91 à São Paulo.

### 1er-15 mars
Le 3 mars, le Brésil a fait passer le nombre de cas suspects de 433 à 488 dans 23 États. Ce même jour, le génome des échantillons Covid-19 du deuxième cas brésilien a été publié sur la base de données GISAID. L'analyse montre deux introductions indépendantes du virus au Brésil en provenance du nord de l'Italie et a des implications directes dans la compréhension de l'épidémie en Italie. Le lendemain, deux autres cas de Covid-19 ont été confirmés, portant le nombre de patients infectés à 4. Le nombre de cas suspects est passé de 488 à 531. Jusqu'à ce moment, tous les cas confirmés provenaient de l'État de São Paulo.
Le 5 mars, trois nouveaux cas ont été confirmés, portant le total à 8. La maladie s'est maintenant propagée aux États de Rio de Janeiro et d'Espírito Santo, également du Sudeste. Plus tard dans la journée, une femme du district fédéral a été hospitalisée après avoir été testée positive au Covid-19 et attendait le test de confirmation. Il s'agit du premier cas signalé dans la région Centre-Ouest.
Le 6 mars, le pays a porté à 13 le nombre de cas confirmés. L'État de Bahia - et du Nordeste - a confirmé son premier cas, et le nombre de cas suspects a été porté à 768. Ce même jour, des scientifiques brésiliens ont annoncé la culture de Covid-19 dans un laboratoire, dans le but de contribuer au diagnostic et aux vaccins contre la maladie. Plus tard dans la journée, le président Jair Bolsonaro a déclaré lors d'une annonce officielle à la télévision qu'« il n'y a aucune raison de paniquer » et que les gens « doivent suivre strictement les recommandations des experts comme la meilleure mesure de protection ».
Le 7 mars, le ministère de la Santé a confirmé 6 nouveaux cas, portant le nombre à 19. Le nombre de cas suspects a été réduit à 674. Le lendemain, six nouveaux cas ont été confirmés, portant le nombre total à 25. Les États d'Alagoas (au nord-est) et de Minas Gerais (au sud-est) ont signalé leurs premiers cas.
Le 9 mars, le pays a confirmé 5 nouveaux cas de coronavirus - tous dans l'État de Rio de Janeiro -, portant le nombre total à 30. Le nombre de cas suspects a été porté à 930. Le lendemain, le Brésil a confirmé quatre nouveaux cas, portant le nombre à 34. La maladie s'est propagée dans la région du Sud, l'État de Rio Grande do Sul confirmant son premier cas. Le nombre de cas suspects a été réduit à 893.
Le 11 mars, le District fédéral a confirmé un deuxième cas de Covid-19. Le patient était l'époux de la femme hospitalisée le 5 mars. L'examen a été effectué par décision de justice. Il avait refusé d'être mis en quarantaine et avait été en contact régulier avec les autres. Plus tard dans la journée, le nombre total de cas dans le pays est passé à 69, de nouveaux cas étant confirmés dans les États de São Paulo, Rio de Janeiro, Rio Grande do Sul et Bahia.
Le 12 mars, le Brésil a confirmé 137 cas. L'État de Paraná (au sud) a confirmé ses 6 premiers cas, tandis que Pernambuco (au nord-est) a confirmé ses deux premiers cas. Fábio Wajngarten, attaché de presse du président Bolsonaro, a été testé positif au Covid-19. À ce titre, le président et son cabinet étaient surveillés. Wajngarten avait également interagi avec le président américain Donald Trump et le vice-président Mike Pence, lors de la visite de Bolsonaro à Miami le 7 mars, craignant qu'il ne les ait infectés. Le 12 mars également, le ministère de la Santé a demandé l'approbation d'un montant supplémentaire de 10 milliards de réaux (2,1 milliards de dollars) dans le budget fédéral pour renforcer sa lutte contre la maladie au Brésil,,. Il a également estimé que 2 000 unités de soins intensifs seront nécessaires pour traiter les patients dans les prochaines semaines. Plus tard dans la journée, des seconds cas ont été confirmés à Espírito Santo et Minas Gerais. Le 12 mars également, le navire de croisière Silver Shadow des Bahamas, avec 318 passagers et 291 membres d'équipage, a accosté à Recife, Pernambuco, avec un cas suspect de Covid-19 chez un touriste canadien de 78 ans. Le navire a été isolé par les autorités sanitaires,,.
Le 13 mars, le président Jair Bolsonaro a testé négatif au Covid-19,. Plus tard dans la journée, Amazonas a signalé son premier cas - devenant le premier État de la région du Nord à le faire -, tandis que Goiás (dans la région du Centre-Ouest) a signalé ses trois premiers cas, avec 25 nouveaux cas confirmés à l'échelle nationale. Le ministère de la Santé a émis un avertissement recommandant aux Brésiliens et aux étrangers arrivant au Brésil de rester isolés pendant au moins 7 jours. Toujours le 13 mars, le premier patient de Covid-19 dans le pays, l'homme de 61 ans de São Paulo, a finalement été guéri.
Le 14 mars, le Brésil a confirmé 23 cas supplémentaires. Le Mato Grosso do Sul (dans la région du Centre-Ouest) et Sergipe (dans le Nord-Est) ont signalé leurs premiers cas,,. Le lendemain, le Brésil a confirmé 43 cas supplémentaires. Le même jour, le président Jair Bolsonaro, qui était surveillé par des médecins après que Wajngarten a été testé positif au Covid-19, a été fortement critiqué pour avoir rencontré ses partisans lors d'un défilé public à Brasilia sans porter de masque.

### 16-31 mars
Le 16 mars, le Brésil a confirmé 34 cas supplémentaires, pour un total de 234, le plus grand nombre d'Amérique latine. Le lendemain, le premier décès lié au coronavirus a été confirmé dans le pays. C'était un homme de 62 ans hospitalisé dans un hôpital privé de São Paulo. Plus tard dans la journée, le ministère de la Santé a signalé 291 cas confirmés dans le pays.
Le 18 mars, le Brésil a confirmé trois décès supplémentaires. Les patients étaient un homme de 65 ans, un homme de 85 ans (tous deux avec des conditions préexistantes) et un homme de 80 ans (sans conditions préexistantes) ; ils venaient tous de l'État de São Paulo,. Le même jour, Pará (dans le Nord) a signalé son premier cas confirmé. Le patient, une personne âgée de 37 ans de Belém, est mis en quarantaine avec sa famille. Le 18 mars également, le président Jair Bolsonaro a confirmé que deux de ses ministres (Bento Albuquerque et Augusto Heleno) avaient été testés positifs au Covid-19. La nuit, il a de nouveau fait une allocution télévisée à la nation, à laquelle ont répondu des panelaços (Concert de casseroles) de ses partisans et opposants. À la fin de la nuit, le ministère de la Santé avait signalé 428 cas dans le pays.
Au 19 mars, le Brésil comptait sept décès dus au Covid-19. Le premier décès dans l'État de Rio de Janeiro est celui d'une employée de maison de 63 ans de Miguel Pereira qui n'a pas été avertie du risque de contagion par son employeur, infecté par un coronavirus en Italie,. Les autres victimes étaient un homme de 69 ans de Niterói, diabétique et hypertendu et une personne non identifiée hospitalisée dans un hôpital privé de São Paulo. Selon le site internet G1, il y avait 647 cas confirmés dans le pays la nuit.
Au 20 mars, le Brésil comptait 11 décès dus au Covid-19. Les quatre nouvelles victimes étaient un homme de 70 ans, un homme de 80 ans, un homme de 93 ans et une femme de 83 ans. Tous avaient des conditions préexistantes et ont été hospitalisés dans des hôpitaux privés de l'État de São Paulo. Le nombre de cas confirmés a atteint 904,. En deux heures, le nombre de cas confirmés dans le pays est passé de 750 à 970. La nuit, les services de santé des États brésiliens ont signalé 977 cas confirmés. Des cas de Covid-19 ont été confirmés dans 23 États et le District fédéral.
Le 21 mars, la Covid-19 a fait 18 morts au Brésil. À midi, les services de santé avaient rapporté 1 000 confirmés. Rio de Janeiro a confirmé son troisième décès. La victime était un homme de 65 ans de Petrópolis. Selon Folha de S.Paulo, il avait été hospitalisé dans un hôpital privé depuis son retour d'un voyage en Égypte,. São Paulo, à son tour, a signalé six décès supplémentaires: quatre femmes (âgées de 89, 76, 73 et 89) et deux hommes (âgés de 90 ans et 49 ans). São Paulo est le foyer de la maladie dans le pays, avec 459 cas confirmés. En tant que tel, le gouvernement local a déclaré une quarantaine à l'échelle de l'État à compter du 24 mars. La mesure a déterminé la fermeture de tous les services commerciaux et non essentiels de cette date jusqu'au 7 avril. À la fin de la journée, 1 128 cas ont été confirmés par le ministère de la Santé dans 25 États et le district fédéral. Maranhão (dans le nord-est) a signalé son premier cas. Seul l'État de Roraima (dans le Nord) a été le dernier à enregistrer un cas de Covid-19, donc tous les États et le District fédéral ont enregistré des cas,,.
Le 22 mars, la Covid-19 a fait 25 morts au Brésil. Le ministère de la Santé a annoncé dimanche (22) que le nombre de cas confirmés de Covid-19 - la maladie causée par le nouveau coronavirus - avait atteint 1 546. Le bilan des morts de la maladie est passé à 25 personnes, selon le ministère. São Paulo continue de concentrer le nombre de cas dans le pays. Il y a 631 enregistrements. Le nombre de morts dans l'État a déjà atteint 22, selon le bilan du ministère. Tout s'est déroulé dans la ville de São Paulo. Ainsi, le pourcentage de cas mortels est de 3,5 %. Sur les sept nouveaux décès confirmés depuis hier, cinq sont des hommes (76 ans, 81 ans, 82 ans, 82 ans, 83 ans) et deux sont des femmes (88 ans et 96 ans). Parmi les décès totaux enregistrés à ce jour, 21 se sont produits dans des hôpitaux privés et un dans un hôpital public. Dans l'État de Rio de Janeiro, le nombre de cas est de 186 et il y a eu trois décès dans les villes de Niterói, Petrópolis et Miguel Pereira, ce qui équivaut à un taux de létalité de 1,6 %. En moins de 24 heures, la ville de Rio de Janeiro a enregistré une augmentation de 60,5 % du nombre de cas confirmés de nouveau coronavirus dans la capitale. Dans un bulletin publié à 14 heures, 170 notifications ont été enregistrées. Sur ce total, 23 personnes sont hospitalisées, 12 en USI. Il y a encore 175 cas suspects. Il n'y a aucun décès confirmé dans la capitale de l'État. Roraima, qui était le seul État à n'avoir enregistré aucun cas avant samedi, est à l'origine de deux incidents. Ainsi, toutes les unités de la fédération brésilienne ont déjà enregistré des cas de Covid-19. À Bahia, confirmée par le SESAB, il y a déjà 55 cas confirmés, 33 à Salvador, sept à Porto Seguro, six à Feira de Santana, trois à Lauro de Freitas et deux au Prado. Les villes qui n'ont qu'un seul cas confirmé sont Itabuna, Camaçari et plus récemment enregistrées, Barreiras et Conceição do Jacuípe. À travers le pays, il y a déjà 1 604 personnes infectées et 25 décès enregistrés.
Le 23 mars, la Covid-19 a fait 34 morts au Brésil. Le nouveau nombre de patients représente une augmentation de 22% par rapport aux 1 546 cas enregistrés jusqu'à dimanche (22). Parmi les décès, la croissance était de 36%. Le nombre total de cas confirmés d'un nouveau coronavirus (SARS-CoV-2) est passé à 1 891 lundi (23), selon un bilan du ministère de la Santé. Le nombre de décès est également passé à 34 décès,.
Le 24 mars, la Covid-19 a fait 46 morts au Brésil. Selon le ministère de la Santé, ce jour-là, le pays enregistre 2 201 personnes infectées par le coronavirus. São Paulo est l'État qui est le plus affecté par l'épidémie avec 910 cas et 40 décès, suivi de Rio de Janeiro, qui enregistre 305 cas et 6 décès. Les personnes âgées des communautés seront hébergées dans des hôtels à Rio de Janeiro pour éviter la contamination.
Le 29 mars, un tribunal fédéral interdit au gouvernement Bolsonaro de diffuser des messages allant à l'encontre des mesures de confinement décidées au niveau local pour freiner la propagation de l'épidémie de la Covid-19. Cette vidéo de près de deux minutes adressé à la population dans le cadre d'une campagne gouvernementale baptisée « Le Brésil ne peut pas s'arrêter », encourageait celle-ci à ne pas cesser leurs activités, malgré la progression de la pandémie. L'entourage présidentiel craignant plus que tout que les mesures de confinements décidées par les gouverneurs d'États provoquent l'effondrement de l'économie brésilienne. « Ce confinement, s'il continue ainsi, avec le nombre de personnes qui vont se retrouver au chômage, un peu plus tard, nous allons avoir un très grave problème que nous allons mettre des années à résoudre », a déclaré le président dans une autre vidéo. « Le Brésil ne peut pas s'arrêter, s'il s'arrête, nous devenons le Venezuela » a-t-il ajouté un peu plus tard. Le jour même la messagerie Twitter annonçait avoir supprimées deux tweets provenant du compte officiel du président Bolsonaro dans lesquels il remettait en cause le confinement décidé pour lutter contre le coronavirus, car il avait « enfreint les règles » du réseau social. En effet, « Twitter a récemment annoncé dans le monde le renforcement de ses règles pour prendre en compte les contenus qui vont éventuellement à l'encontre des consignes de santé publique émanant de sources officielles et qui pourraient augmenter le risque de transmission du Covid-19 ».

### 1er-15 avril
Le 1er avril, le président Bolsonaro présente ses excuses après avoir partagé sur les réseaux sociaux une vidéo évoquant de manière erronée une pénurie alimentaire sur le marché au gros de Belo Horizonte, soi-disant causée par le confinement dû à l’épidémie de coronavirus. L’auteur de cette vidéo, qui prétend assurer qu’elle date du 31 mars affirme dans un commentaire : « Regardez, on appelle ça une pénurie (...) Vous critiquiez le discours du président en pensant que l’économie n’était pas si importante et qu’il fallait sauver des vies, regardez. La faim, ça tue aussi ». Or, plusieurs médias locaux ont montré que les étals du marché en question était pleins le matin du 1er avril, avec des camions arrivant régulièrement, chargés de denrées. Cette vidéo qui est restée visible trois heures sur Facebook et Twitter, avant d'être retirée, était accompagnée d’un texte critiquant les mesures de confinement prises au niveau local par la plupart des États et municipalités du Brésil.
Le 9 avril, Alvanei Xirixana, un adolescent de 15 ans issu de l'ethnie Yanomami, est le premier amérindien à décéder du Covid-19. Plusieurs cas ont été recensés depuis en territoire indigène ce qui rend la situation « très inquiétante, car c'est une population extrêmement vulnérable », estime Tiago Moreira, anthropologue de l'Institut socio-environnemental brésilien.
Le 10 avril, le Brésil dépasse la barre des 1 000 morts sur son territoire.
À la mi-avril, selon une enquête réalisée par un consortium d'universités et d'instituts brésiliens nommé Center for Health Operations and Intelligence (CHOI), le nombre de personnes contaminées au Brésil serait en réalité douze fois plus élevé que les chiffres annoncés par le Ministère de la Santé. Pour en arriver à cette conclusion, le groupe de chercheurs a comparé le ratio de décès, jusqu'au 10 avril, aux estimations de « morts attendus » évaluées par l'OMS. Pour le centre, cette grande différence serait due au faible nombre de tests réalisés (moins de 63 000) et à la lenteur des confirmations de résultat (seulement 8% des cas ont été officialisés). Un responsable du ministère de la Santé a affirmé que 93 000 tests de dépistage en cours étaient toujours en attente de résultat.

### 16-30 avril
Le 16 avril, le président Bolsonaro annonce le limogeage de son ministre de la Santé Luiz Henrique Mandetta avec lequel il était en profond désaccord sur l'application d'une politique de la distanciation sociale et le confinement. Mandetta est remplacé par un oncologue Nelson Teich qui prône pourtant les mêmes mesures que son prédécesseur pour enrayer l'épidémie.
Au 30 avril, 5 901 décès et 85 380 cas étaient officiellement confirmés par les autorités. Pourtant, plusieurs instituts estiment les données gouvernementales très largement en dessous de la réalité. Ainsi, selon le groupe COVID-19 BRASIL, qui réunit chercheurs et épidémiologiste issus des universités du pays, le nombre de cas serait entre 1,1 et 1,6 million, soit 12 à 18 fois plus que les données du ministère de la santé. Plusieurs éléments alertent en effet les spécialistes, à commencer par le nombre record d’enterrements dans les cimetières du pays, qui ne correspond guère avec les projections du gouvernement.

### 1er-31 mai

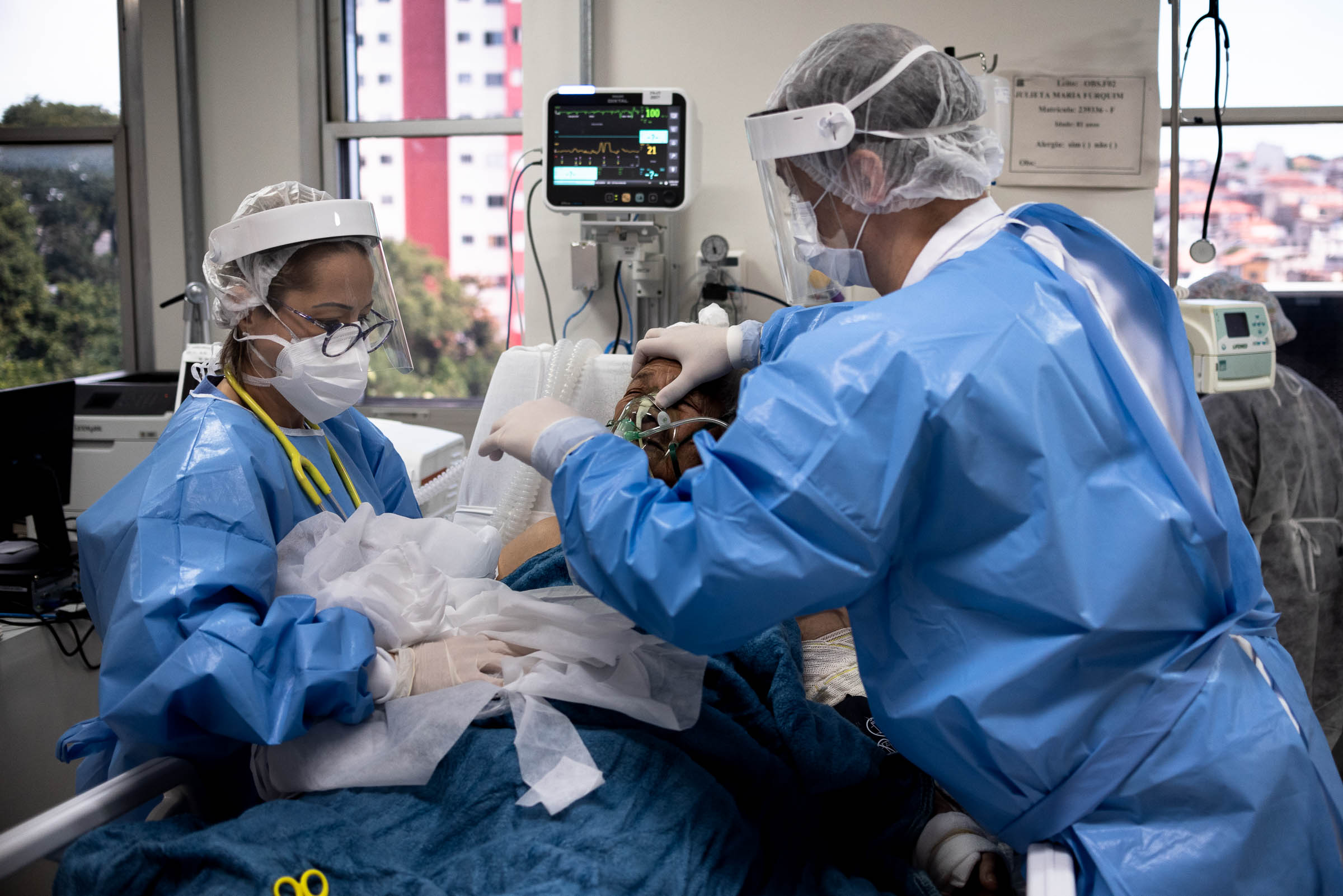
Une équipe médicale prend soin d'un malade atteint de covid-19 en état critique à l'Hospital Municipal Maternidade-Escola Vila Nova Cachoeirinha à Sao Paulo au Brésil. Mai 2020.

Le 15 mai, le ministre de la Santé Nelson Teich nommé un mois auparavant par Bolsonaro à la suite du limogeage de Luiz Henrique Mandetta, démissionne à son tour pour les mêmes raisons que son prédécesseur :  des divergences de vues sur les mesures de lutte contre le coronavirus, ainsi que des désaccords avec le président, notamment sur les traitements à la chloroquine, que ce dernier prône, alors que leur efficacité n'a pas été prouvée scientifiquement.
L’Imperial College London souligne que le Brésil présente le plus fort taux de contagion au monde en mai 2020.
En mai 2020, à l'occasion d'une conférence de presse, un expert des urgences de l'OMS, le Dr Mike Ryan a considéré que l'Amérique du Sud était devenue en quelque sorte un nouvel épicentre de la maladie, alors que le Brésil est le pays le plus affecté.
La région Nordeste est particulièrement touchée. Cette partie du pays présente des taux de pauvreté très élevés et les systèmes de santé locaux, qui ont fait l'objet de coupes budgétaires ces dernières années, ne sont pas prêts à affronter une situation de crise.
Le 31 mai, Johns Hopkins University fait état de 498 440 cas déclarés officiel de COVID-19 au Brésil, soit le deuxième pays le plus touché au monde en nombre de cas détectés après les États-Unis.

### 1er-30 novembre
La pandémie a fait, en date du 10 novembre, plus de 162 000 morts et a contaminé plus de 5,6 millions de personnes, ce qui fait du Brésil le deuxième pays touché après les États-Unis. Pour autant, ces chiffres sont jugés sous-estimés.
Le président Jair Bolsonaro appelle, lors d'un discours, le Brésil à cesser « d'être un pays de pédés » et à délaisser les principes de précaution observés dans le reste du monde.

### 2021
L’État de l'Amazonas, dans le nord du pays, est touché par une pénurie de bonbonnes d'oxygène pour soigner les malades. Des soignants sont contraints de ventiler manuellement des malades, tandis que d'autres patients meurent asphyxiés.

Nombre de nouveaux cas (bleu) et nombre de décès (rouge) - lissage dégressif, coordonnées logarithmiques. Le pic épidémique est atteint vers le mois d'août, suivi d'une lente décroissance.

Une étude du think tank libéral australien Lowy Institute situe la gestion de la crise sanitaire par les autorités brésilienne à la dernière place des 98 pays évalués.
La vaccination commence à la mi-janvier et se poursuit à un rythme très lent en raison du nombre très insuffisant de doses. D'après les autorités russes, Washington exercerait des pressions sur l'exécutif brésilien afin de le dissuader de commander le vaccin Spoutnik V.
La propagation du virus s’accélère au mois de mars 2021, tuant plus de 2 000 personnes chaque jour selon les données officielles. Le Brésil est ainsi le pays au monde où le virus tue le plus. L'Institut Oswaldo-Cruz souligne que « l’aggravation de la situation sanitaire est simultanée dans tout le pays, qui vit un effondrement hospitalier et sanitaire sans précédent dans son histoire ». Le Brésil ne possède pas de lits en soins intensifs et de personnels en nombre suffisant pour faire face à la crise, tandis que les stocks de médicaments et d’oxygène s’épuisent.
Les enfants sont plus en plus atteints par le virus.
En avril 2021, entre 3 000 et 4 000 morts sont dénombrés chaque jour.
Au 19 avril 2021, le nombre total de cas est de 13 943 071, le nombre de guérisons de 12 311 393 et le nombre de décès de 373 335.
Au 24 juillet 2021, le nombre de décès officiellement enregistré est de plus de 550 000.

## Mesures

### Mesures sanitaires

#### Système de santé brésilien et réponse sanitaire
Brian Mier, le co-rédacteur en chef du site web Brasil Wire, met en cause certaines décisions prises par les autorités qui pourraient selon lui conduire à une aggravation de la crise : « le président Temer et ses alliés ont adopté un amendement constitutionnel qui a gelé les dépenses de santé publique pendant 20 ans. Ensuite, Bolsonaro a chassé 8 000 médecins cubains du pays pour des raisons idéologiques, laissant les zones rurales et les bidonvilles du pays sans médecins. Bolsonaro a également réduit le budget de la santé de 250 millions de dollars. En conséquence, le Brésil est terriblement mal préparé pour faire face à cette crise ».
En 2020, 34 millions de Brésiliens n'ont pas accès à l'eau potable et 49 % de la population ne bénéficie pas d'un service de collecte des eaux usées selon le Système national d'information sur l'assainissement. La députée écologiste Claudia Visoni de l'État de São Paulo estime que « dans un moment d’urgence comme celui-ci, on ne peut pas penser à faire des changements structurels, mais on doit prendre des mesures urgentes telles que garantir l'approvisionnement en eau dans les quartiers les plus pauvres de la ville ». Elle a déposé une pétition auprès du ministère public demandant l'obligation pour la société des eaux de la ville, Sabesp, de rétablir un approvisionnement en eau là où elle manque : « Comment maîtriser une épidémie de cette gravité dans les favelas où l’eau est rare, les abris sont précaires et les sanitaires collectifs ? ».

#### Recherche scientifique et prévisions
Le 19 mars, les scientifiques prédisent jusqu'à deux millions de décès au Brésil dans le pire des scénarios sans mesure pour contenir le virus. Ils soulignent que le maintien de la distance sociale est l'une des mesures les plus efficaces sans vaccin.
Le 20 mars, la courbe de croissance des coronavirus au Brésil reprend celle des pays européens, avertissent des experts italiens. L'observatoire avec des physiciens de l'USP, Unicamp, Unesp, UnB, UFABC, Berkley (États-Unis) et Oldenburg (Allemagne) montre que le nombre de personnes infectées, compte tenu des données de ce jeudi (19), a doublé toutes les 54 heures. Le total devrait déjà dépasser les 3 000 mardi (24),.
Le 21 mars, les chercheurs se mobilisent pour augmenter l'offre de tests au Brésil. On s'attend à ce qu'avec juste une goutte de sang du patient, il soit possible de savoir s'il a le nouveau coronavirus et à quel stade ; l'idée est que les expériences sont prêtes pour la vague actuelle de Covid-19 et que l'action mobilise certaines des principales universités brésiliennes. Le ministre de la Santé a déclaré que les chiffres augmenteront de façon exponentielle jusqu'à la fin juin.
Le 22 mars, le Brésil a mis plus de temps que l'Italie et l'Espagne pour atteindre mille cas. Une enquête universitaire nord-américaine montre que l'évolution de la maladie dans le pays est plus lente que celle observée ailleurs. Le Brésil a mis plus de temps pour passer de 100 à 1 000 cas de Covid-19 que des pays comme l'Italie et l'Espagne. Les données utilisées sont compilées par l'université américaine Johns-Hopkins. Le pays a dépassé 100 personnes infectées par le nouveau coronavirus le 13 mars. Ce jour-là, 151 cas ont été enregistrés. Huit jours plus tard, le 21 mars, le Brésil a atteint le millième test positif et atteint 1 021 personnes atteintes de la maladie. En Italie, ce mouvement s'est déroulé du 23 au 29 février (six jours) ; en Espagne, entre le 2 et le 9 mars (sept jours). Cela signifie, selon l'évaluation de l'expert statistique en épidémiologie, Antonio Ponce de Leon, que le taux d'infections au Brésil est plus lent. L'Italie et l'Espagne sont les pays européens les plus touchés par le virus. Le premier a enregistré, dimanche, plus de 59 000 cas et 5 400 décès. Les Espagnols ont eu 28 700 patients avec 1 700 décès. Tous deux, dont le système de santé s'est effondré à cause de la maladie, ont commencé la lutte en limitant les tests aux seuls cas les plus graves - la même stratégie brésilienne. La justification était qu'il s'agissait d'une ressource limitée et coûteuse.
Le 23 mars, la recherche prédit un PIB négatif pouvant atteindre 4,4 % avec l'effet du coronavirus. L'étude fait une projection de l'impact sur l'économie, par rapport aux effets de la crise de 2008 et de la grève des chauffeurs routiers en 2018. L'impact du coronavirus passera par deux canaux : un canal externe et le canal domestique. Avec la pandémie, l'économie américaine, l'économie européenne et l'économie chinoise se sont pratiquement arrêtées, ou sont dans un très fort rythme de décélération. Avec cela, en soi, cela aurait déjà un effet très fort au Brésil sans aucun doute.

#### Soins de santé
Dès que les premiers cas ont été signalés dans le pays, il était à craindre que son système de santé ne puisse pas faire face à la pandémie.
Le 18 mars, les hôpitaux de São Paulo dénoncent un manque de matériel de santé, comme masques, gants et désinfectant pour les mains, causé par une augmentation des prix,. Selon eux, les paquets de masques sont passés de 4,50 reals en janvier à 140 reals le 17 mars. Le gouvernement a déclaré qu'il négocierait avec l'industrie pour répondre à la demande,. À Salvador, il y a eu une panne de masques et de désinfectant pour les mains dans le commerce local. Rio et cinq autres municipalités de l'État déclarent qu'il est urgent de contenir le coronavirus. Les municipalités de São Gonçalo et Guapimirim ont également déclaré l'état d'urgence et Niterói, Nova Iguaçu et Mesquita ont déclaré une situation d'urgence dans le domaine de la santé publique.
Le 19 mars, les scientifiques prédisent jusqu'à 2 millions de décès au Brésil dans le pire des scénarios sans mesure pour contenir le coronavirus. Ils soulignent que le maintien de la distance sociale est l'une des mesures les plus efficaces sans vaccin. Leur conclusion est venue après avoir analysé la courbe de croissance des cas de Covid-19 au Brésil. Le taux de contagion est le même que celui enregistré en Italie, le nombre de personnes infectées doublant toutes les 54 heures. Selon les estimations, le nombre de cas confirmés pourrait atteindre 3 000 au 24 mars.
Selon le ministère de la Santé, le nombre de patients infectés augmentera de façon exponentielle d'ici fin juin. Le maire de Belo Horizonte, Alexandre Kalil (PSD), a demandé au général Altair José Polsin, commandant de la 4e région de l'armée, l'affectation temporaire de 51 professionnels de la garnison militaire pour aider aux exigences de la lutte contre le coronavirus. Dans une interview de mars 2020, le secrétaire à la santé a annoncé la création de deux autres centres de maladies respiratoires et étudie la possibilité de placer des PM pour servir la population,.
Le gouvernement de la RS décrète la situation de calamité publique due aux coronavirus. Parmi les mesures figurent l'interdiction des voyages interétatiques et la restriction des articles achetés sur les marchés. Le décret s'applique à partir de ce jeudi (19). Les employés de quatre hôpitaux publics de la ville de São Paulo ont signalé une pénurie de matériaux tels que du gel d'alcool, des masques et des gants lorsqu'ils soignent des patients suspectés de coronavirus (Covid-19). Les professionnels rapportent la précarité contre le coronavirus dans le SUS : « Le patient est exposé, nous aussi ». Avec une pénurie de masques et même un rationnement de l'alcool de gel, la situation des agents de la fonction publique est différente de celle des hôpitaux privés de référence à São Paulo,. Les magasins spécialisés dans les fournitures médicales n'ont plus de gels et de masques d'alcool. Parmi eux, ceux connus sous le nom de N95, utilisés par les professionnels de santé.
Avec la pandémie mondiale de coronavirus et la grande recherche de protection, les marchands ambulants (sans vente au milieu de la crise pandémique) profitent de la demande de matériel et tentent d'en profiter.
Le 20 mars, la presse annonce que le Brésil contredit la recommandation de l'Organisation mondiale de la santé en ne testant que les patients dans un état grave. João Gabbardo, secrétaire exécutif du ministère de la Santé, déclare que les critères adoptés ne changeraient pas et que les personnes atteintes de cas graves seront testées pour la Covid-19.
Le lendemain, un groupe de scientifiques déclare qu'ils développent de nouveaux tests de Covid-19 au Brésil. notamment un test qui fonctionnant avec une seule goutte de sang du patient. Ils estiment qu'il sera prêt pour l'épidémie actuelle de Covid-19 et espèrent engager certaines des principales universités brésiliennes dans son développement.
Outre les premiers cas de coronavirus à Acre, les professionnels de la santé de l'État doivent faire face au manque d'équipement de protection individuelle (EPI). Sans objet de protection, les agents de santé utilisent des casquettes comme masques dans les hôpitaux. Les professionnels de la santé de RJ se plaignent du manque de conditions pour travailler avec les patients atteints du Covid-19. Le docteur dit qu'il n'y a pas de masques N95, avec un filtre plus efficace, à l'hôpital Salgado Filho. Les syndicats disent qu'il y a une pénurie d'équipements de protection individuelle dans les hôpitaux.

#### Vaccination

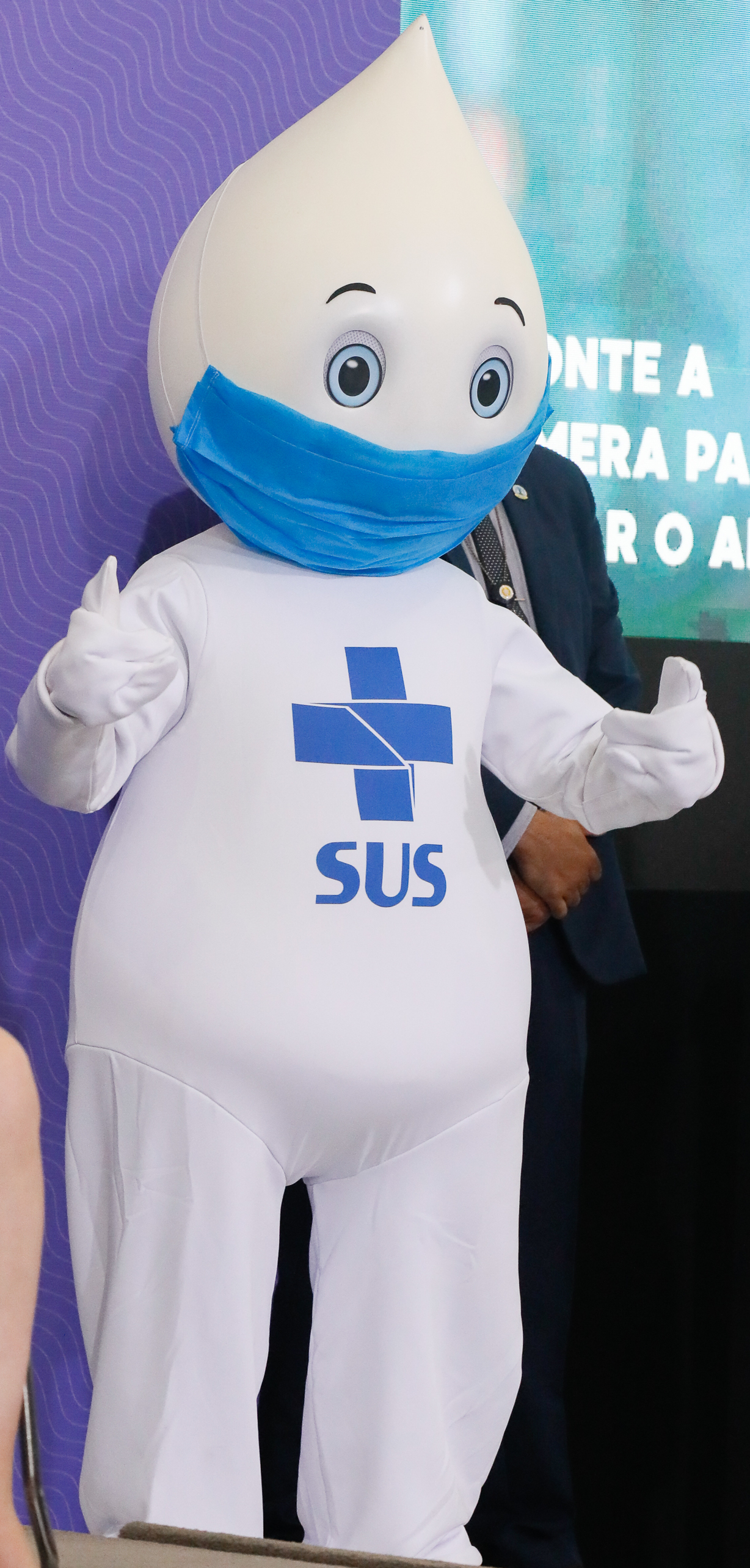
Zé Gotinha le 16 décembre 2020 à Brasília, lors du lancement de la campagne de vaccination contre la COVID-19 au Brésil.

À la mi-juin 2021, 55 millions de Brésiliens ont reçu leur première dose de vaccin, et 23,68 millions ont reçu la totalité des doses soit 11,1% de la population. La campagne de vaccination a démarré tardivement au Brésil, le gouvernement ayant dans un premier temps ignoré les propositions d'achat de doses de vaccins. Dans ce contexte, des agences de voyages ont proposé des séjours aux États-Unis pour permettre aux plus aisés de s'y faire vacciner.
En janvier 2022, le Brésil autorise la vaccination des enfants de 5 ans à 11 ans.

### Mesures de prévention
Le 17 mars, les autorités brésiliennes ont partiellement fermé leur frontière avec le Venezuela. Le ministre de la Santé, Luiz Henrique Mandetta, a demandé la fermeture de la frontière en raison de l'effondrement du système de santé du Venezuela.
Le 18 mars, Rio de Janeiro et cinq autres municipalités - São Gonçalo, Guapimirim, Niterói, Nova Iguaçu et Mesquita - dans l'État de Rio de Janeiro ont déclaré l'état d'urgence pour aider à contenir le coronavirus. a déclaré des situations d'urgence dans le domaine de la santé publique. Le lendemain, le gouvernement de Rio Grande do Sul a déclaré une situation de calamité publique. Parmi les mesures adoptées figurent l'interdiction des voyages interétatiques et la restriction des articles achetés sur les marchés. Le 20 mars, c'est le gouvernement de Rio Grande do Norte qui a déclaré une situation de calamité publique.
Le 20 mars, le gouvernement de Rio Grande do Norte décrète une calamité publique à cause du coronavirus. La mesure entre en vigueur vendredi (20), après avoir été publiée au Journal officiel de l'État. Dans le vote à distance, le Sénat approuve l'état de calamité publique à cause du coronavirus. Vendredi (20), le Sénat a approuvé, lors du premier vote à distance de l'histoire de la Chambre, le projet de décret législatif qui reconnaît que le pays est dans un état de calamité publique en raison de la pandémie mondiale causée par le coronavirus. Le vote a été unanime et 75 sénateurs y ont participé. Le président par intérim du Sénat, Antônio Anastasia (PSD-MG), a déjà signé la promulgation du texte, qui est déjà en vigueur.
Le 21 mars, en SP, les cas de coronavirus augmentent de près de 40% en deux heures. Les décès ont également augmenté au cours de la période. Les villes de la région de Campinas ont déclaré une situation d'urgence en raison de la pandémie du nouveau coronavirus. Outre la métropole, Hortolândia, Holambra, Indaiatuba, Itapira, Jaguariúna, Mogi Guaçu, Mogi Mirim, Paulínia, Sumaré et Águas de Lindoia ont publié des décrets contenant des mesures spéciales pour contenir l'avancement des affaires Covid-19[Quoi ?]. Valinhos et Vinhedo ont déterminé un état de calamité publique. Americana est dans un état d'attention,. Compte tenu de l'avancée de l'épidémie de Covid-19, le gouvernement fédéral a fermé les frontières terrestres avec l'Argentine, la Bolivie, la Colombie, la Guyane française, la Guyane, le Paraguay, le Pérou et le Suriname. La frontière avec le Venezuela est déjà fermée. L'ordonnance a été signée par Sergio Moro, ministre de la Justice, Luiz Henrique Mandetta, de la Santé, et Braga Netto, de la Maison civile. On s'attend à ce que les voyages en avion soient également bientôt arrêtés. Rio de Janeiro a déclaré une situation d'urgence et a décidé, entre autres mesures, la suspension, à compter du samedi 21, du pont aérien entre Rio de Janeiro et São Paulo. Le gouverneur de São Paulo, João Doria (PSDB), a recommandé la fermeture des centres commerciaux et des gymnases de la région métropolitaine. En outre, les cours dans les écoles publiques et privées sont également suspendus.
Dans les favelas de Rio de Janeiro, la municipalité recommande l'isolement dans une pièce de toute personne suspecte d'avoir été infectée. « Si le domicile ne comprend qu'une seule pièce, les personnes infectées doivent rester à au moins un mètre de distance des autres membres de la famille », préconise la mairie. Pourtant, « la plupart des maisons des favelas ont deux ou trois pièces, avec cinq à huit habitants. Comment peut-on isoler une personne infectée dans ces conditions ? », relève Paulo Buss, directeur du centre de relations internationales de la Fiocruz.

### Politique étrangère
Le 19 mars, Eduardo Bolsonaro, fils du président Jair Bolsonaro, déclenche un différend diplomatique avec la Chine, le plus grand partenaire commercial du Brésil, lorsqu'il retweete un message accusant le Parti communiste chinois d'être responsable du virus. Yang Wanming, le plus haut diplomate chinois au Brésil, a ensuite retweeté un message disant « La famille Bolsonaro est le grand poison de ce pays ». Bolsonaro prononce un discours télévisé sur la pandémie, au cours duquel des panelaços pro et anti-Bolsonaro éclatent dans les plus grandes villes du Brésil. Selon un sondage, 64% des Brésiliens rejettent la façon dont Bolsonaro a géré la pandémie, tandis que 44,8% soutiennent sa mise en accusation, un record historique. Selon certaines sources au Congrès, Bolsonaro ferme délibérément le dialogue politique. Ils affirment qu'il force sa destitution comme moyen de mobiliser ses partisans.
Le 21 mars, les bannières offensent l'homme politique chinois à l'ambassade, qu'il qualifie d'acte de « clown ». Des vidéos d'infractions contre des politiciens chinois commencent à circuler sur les réseaux sociaux. Dans l'un d'eux, fabriqué à partir d'une voiture, un homme blanc en chemise jaune, un chapeau noir et un pantalon crème filme deux titres avec de mauvais mots en portugais et en anglais. En eux, la cible est le président chinois, Xi Jinping. On appelle le coronavirus « virus de Chine ». Un autre utilise un mot maudit que des militants d'extrême droite ont commencé à répandre après qu'un des fils du président Jair Bolsonaro, le conseiller de Rio de Janeiro, Carlos Bolsonaro (PSC), s'est plaint d'un rapport dans le magazine Veja. Le président du Front parlementaire Brésil-Chine, le député Fausto Pinato, a exigé que le président Jair Bolsonaro renie son fils, sous peine de supposer qu'il était d'accord avec lui. Les présidents de la Chambre et du Sénat, Rodrigo Maia (DEM-RJ) et Davi Alcolumbre (DEM-AP), ont présenté leurs excuses aux Chinois. Hier, Jair Bolsonaro a déclaré qu'il ne s'excuserait pas. Cependant, il a dit que le sujet était « tourné » et que les relations du pays avec les Chinois étaient "très bonnes".
À l’Organisation mondiale du commerce (OMC), le Brésil se positionne aux côtés des États-Unis et des pays occidentaux pour s'opposer aux demandes de levée temporaire des brevets sur les vaccins formulées par une centaine de pays du Sud, qui auraient compromis les profits de l'industrie pharmaceutique.
En janvier 2021, la Chine envoie 5 400 litres d'intrants pour permettre au Brésil de produire plus de 8,5 millions de doses de CoronaVac.

### Politique interne
Le président Jair Bolsonaro est critiqué pour sa gestion de la crise du coronavirus. 64 % des Brésiliens rejettent la façon dont le gouvernement gère l’épidémie selon un sondage publié à la fin mars 2020.
Le 10 mars 2020, le président qualifie la pandémie de « fantaisie » créée par les médias.
Le 15 mars, Bolsonaro, surveillé par des médecins après que son attaché de presse a été testé positif au Covid-19, est critiqué pour avoir rencontré ses partisans lors d'un défilé public à Brasilia sans porter de masque.
Le 20 mars, Jair Bolsonaro reproche au gouverneur de Rio de Janeiro, Wilson Witzel, d'avoir demandé la suspension de l'arrivée de vols en provenance d'états où la contamination par le nouveau coronavirus est confirmé. Bolsonaro dit que la fermeture des centres commerciaux et du commerce nuit à l'économie. En pleine pandémie de Covid-19, des experts du monde entier ont suggéré des mesures pour restreindre la circulation des individus comme l'un des moyens les plus efficaces pour contenir la propagation du virus. Cependant, Jair Bolsonaro déclare être contre la fermeture des commerces décrétée par la plupart des gouverneurs des États en tant que mesure de lutte contre le coronavirus. Doria réplique à Bolsonaro: « nous faisons ce qu'il ne fait pas, menez ». Le gouverneur de São Paulo, João Doria Jr (PSDB), a contré aujourd'hui une déclaration du président Jair Bolsonaro et a déclaré que les gouverneurs jouent le rôle qui serait le sien, qui est de conduire à un moment de pandémie pour le nouveau coronavirus. Plus tôt à Brasilia, Bolsonaro a critiqué ce qu'il a appelé des mesures extrêmes, telles que « fermer les centres commerciaux et les foires ». Il n'a pas spécifiquement mentionné Doria, mais le gouverneur de São Paulo a défendu la position.
Le Brésil est le 2e pays avec le plus de cas de coronavirus au sommet du gouvernement, juste derrière l'Iran (qui compte 24 ministres malades) et la France, avec au moins treize hommes politiques de premier plan infectés ; le ministre des Mines et de l'Énergie, Bento Albuquerque, et le président du Sénat, Davi Alcolumbre, ont contracté le nouveau coronavirus.
Le 21 mars, pour le Congrès, Bolsonaro veut qu'ils tentent la destitution pour avoir une confrontation. Les présidents de chambre, Rodrigo Maia (DEM-RJ) et sénatorial, Davi Alcolumbre (DEM-AP), ainsi que les dirigeants des principaux partis du Congrès ne croient plus à la possibilité d'un dialogue productif avec le président Jair. Bolsonaro. Le coronavirus démasque la politique de mort de Bolsonaro. Comment la suppression du SUS et la communication publique rendent le Brésil plus vulnérable à la pandémie. Après que Jair Bolsonaro a participé aux actes de dimanche dernier contre la Cour fédérale suprême et le Congrès national, un député de district et un groupe de trois parlementaires et militants du PSOL ont déposé deux affaires de destitution contre le président de la République pour avoir soutenu des manifestations anti-démocratiques. Une partie de la société civile a parié sur l'annulation du ticket qui l'a élu, au vu des cas de désinformation commis encore dans le processus électoral. La pandémie de coronavirus précise une autre série d'émeutes que Bolsonaro a commises dans l'exercice de la présidence de la République. Le 23 mars, Rodrigo Maia a déclaré que le Brésil pourrait avoir besoin de 78,1 milliards de dollars pour lutter contre le coronavirus.
Le 22 mars, sur CNN Brasil, Bolsonaro critique le décret de quarantaine et qualifie Doria de fou. Le président a accordé une interview exclusive au diffuseur et a parlé des mesures visant à contenir le nouveau coronavirus, de la confiance dans la médecine à base d'hydroxychloroquine et a également critiqué sévèrement les gouverneurs. Dans l'interview, Bolsonaro a estimé que les gouverneurs qui ont décrété la quarantaine dans leurs États extrapolaient. Ils donnent une « surdose de médicament et que l'excès de médicament devient un poison ». João Doria, gouverneur de São Paulo, et Wilson Witzel, gouverneur de Rio de Janeiro, ont été critiqués par le président. « Doria est une folle. Il nie avoir utilisé mon nom pour être élu gouverneur et en profite pour grandir politiquement », a déclaré Bolsonaro. « Le sujet (des discussions) doit se concentrer uniquement sur le problème qui nous attend, qui est le coronavirus ». Le président a également commenté les soupçons selon lesquels il était infecté par le nouveau coronavirus et a justifié l'utilisation de « peu d'adhérence » pour désigner la Covid-19. « Plusieurs fois, la presse a voulu que je fasse le troisième test. J'ai dit qu'ils étaient très inquiets pour ma santé et, après un coup de couteau, je suis calme avec ce virus. J'ai dit que ce serait une "petite prise" pour moi ».
Le 23 mars 2020, Bolsonaro a déclaré lundi qu'il n'était pas encore temps de parler de reporter les élections municipales cette année en raison de l'apparition du nouveau coronavirus. « Je ne suis pas en train de reporter les élections municipales, il est encore trop tôt », a-t-il déclaré en quittant le Palácio da Alvorada. « Ils demandent si la popularité de Mandetta est plus élevée que la mienne » a commenté le président. Bolsonaro a également déclaré que la panique ne peut pas se propager à la société: « Nous ne pouvons pas apporter la panique à la société, car la panique est également une maladie plus grave ». Le président a indiqué qu'il aura aujourd'hui une réunion, par visioconférence avec les gouverneurs des régions du Nord et du Nord-Est. Et il entendra des propositions pour lutter contre le nouveau coronavirus.
Le 24 mars, le président Jair Bolsonaro déclare que la routine dans le pays devait redevenir réalité et que la presse brésilienne répandait la panique autour du coronavirus, qu'il a de nouveau appelé « gripezinha ». S'exprimant à la radio et à la télévision, Bolsonaro a également critiqué les gouverneurs pour avoir déterminé la quarantaine - avec le commerce et la fermeture des frontières - et a demandé pourquoi les écoles étaient fermées
Sur les réseaux sociaux, les partisans du président ont partagé abondamment le slogan #LeBrésilNePeutPasS’Arrêter. L'attitude de Jair Bolsonaro a cependant indigné une partie de son camp. La députée locale de Sao Paulo Janaina Paschoal, élue tout comme Jair Bolsonaro sous l'étiquette du Parti Social-Libéral, n'hésite pas à exiger son départ. Le gouverneur de Sao Paulo, João Doria, ancien allié du chef de l'État, l'accuse de « désinformation ». La ministre de la Famille, Damares Alves, et le ministre de la Santé, Luiz Henrique Mandetta, ont appelé au confinement. Le ministre de la Santé est finalement évincé du gouvernement à la mi-avril.
Selon des informations divulguées par le journaliste argentin Horacio Verbitsky, l'armée brésilienne aurait officieusement évincé Jair Bolsonaro, très critiqué pour son manque de réactivité face à la crise, et exercerait la réalité du pouvoir. Le gouvernement argentin aurait été prévenu de façon informelle : « Cela n’équivaut pas à la déposition du président, mais à sa réduction à une figure de type monarque constitutionnel, sans pouvoir effectif ».
Le 19 avril, Jair Bolsonaro apporte son soutien à des manifestants anti-confinement, qui réclament par ailleurs une intervention militaire et la fermeture du Congrès. Bolsonaro n'a pas condamné ces demandes, pourtant décriées par plusieurs responsables politiques. Durant une réunion ministérielle tenue le 22 avril, le président Bolsonaro tient des propos insultant à l'égard des maires et gouverneurs qui adoptent des mesures contraires à ses recommandations et a demandé que la population soit armée pour éviter qu’une dictature ne s’installe à la tête du pays.
Début mai, alors que le pays a officiellement dépassé la barre des 5 000 morts mais que les cas pourraient être de 12 à 15 fois supérieurs selon de nombreux scientifiques,, le président crée un scandale en répondant « Et alors ? » à un journaliste qui lui fait remarquer ce nombre de morts sans cesse en hausse.
Le ministre de la Santé, Nelson Teich, qui avait pris ses fonctions le 17 avril, démissionne le 15 mai. Il est remplacé par le riche homme d'affaires Carlos Wizard, qui ne possède pas d'expérience dans le domaine de la santé.
Pour le journaliste Bruno Meyerfeld, en dépit des critiques et des menaces de destitution, Jair Bolsonaro a su utiliser la crise à son avantage : « Profitant du désordre ambiant, le chef de l’État a entamé de discrètes négociations pour s’attirer le soutien du centrão, ce ventre mou du Congrès brésilien, composé d’une demi-douzaine de formations attrape-tout et opportunistes, mêlées à de nombreuses affaires de corruption. Bolsonaro leur a offert plusieurs postes d’administration juteux et un ministère (celui de la communication). C’est cher payé mais essentiel : le centrão occupe près du tiers des sièges à la Chambre des députés. Sans lui, aucune destitution n’est possible. »
Le 6 juillet 2020, après avoir présenté de nombreux symptômes liés au virus, le président Jair Bolsonaro décide de réaliser un test de dépistage, qui se révèle être positif le lendemain.
Le gouvernement supprime en décembre 2020 les aides sociales d'urgence — octroyées pendant neuf mois aux Brésiliens les plus pauvres afin d'éviter que des millions de personnes ne basculent dans la misère — en raison de la pression des marchés financiers, inquiets de l’augmentation du déficit et de la dette du pays. Le président explique cette décision en affirmant que « le Brésil est en faillite, je ne peux rien faire ».

### Aide extérieure
Le 15 mars 2020, le secrétaire brésilien à la Santé, João Gabbardo, annonce le recrutement par le pays de nouveaux médecins étrangers, en particuliers originaires de Cuba. Cela rompt la politique de fermeture observée jusqu'alors par le gouvernement Bolsonaro à l'égard de Cuba, État communiste.
Le Venezuela envoie en janvier 2021 des camions chargés de bonbonnes d'oxygène dans la ville brésilienne de Manaus qui en manquent pour soigner les malades.

## Impact

### Populations indigènes
Les premiers cas ont été apportés en avril 2020 par des contacts avec des populations urbaines et des orpailleurs clandestins. Les indigènes ont des défenses immunitaires plus faibles et un accès aux soins moindre : de telles tribus sont particulièrement vulnérables aux maladies courantes comme la rougeole ou la grippe. Cependant, certaines organisations ne lèvent pas pour autant leurs actions, mettant ainsi en danger ces peuples autochtones. L'organisation missionnaire évangélique américaine New Tribes Mission, notamment, choisit de maintenir ses activités d'évangélisation des tribus autochtones isolées, au risque de propager parmi elles la maladie. Le médecin Douglas Rodrigues, spécialiste de santé publique à l'Université fédérale de São Paulo, rappelle que « toute maladie contagieuse peut être catastrophique pour ces indigènes. » L'organisation missionnaire est toutefois soutenue par le président Jair Bolsonaro. Lors d'une conférence de presse, le ministre de la Santé brésilien, Luis Henrique Mandetta, insiste lui aussi sur la vulnérabilité historique de ces communautés face aux virus importés.
En avril 2020, à la suite de la demande de dirigeants de la tribu Kayapo du village de Turedjam, les compagnies minières qui envahissent la forêt ont accepté de quitter leur territoire, en raison de la pandémie de Covid-19. Ce départ ne concerne qu'un village, mais d'autres groupes d'indigènes pourraient suivre le pas, à la suite de cette victoire.
Selon le bilan de l’APIB, l’Association brésilienne des peuples indigènes, au 15 juillet 2021, le Covid-19 a contaminé plus de 56 925 Indigènes et tué 1 130 d’entre eux.
Le 19 janvier 2021, les amérindiens de la forêt amazonienne reçoivent leurs premières vaccinations. Cette même année, des missionnaires évangéliques ont été critiqués pour leur opposition au vaccin contre le Covid-19 dans des communautés indigènes.

### Économie
Les économistes s'attendent à une stagnation économique du pays en 2020 À ce titre, le 16 mars, le ministère de l'Économie a annoncé un plan de relance de 147,3 milliards de réaux (29 milliards de dollars USD) pour aider l'économie contre les effets de la pandémie. Le gouvernement brésilien négocie également avec la Nouvelle Banque de développement pour recevoir un paquet d'aide pour ses efforts contre la Covid-19 ; la Chine a reçu un milliard de dollars USD de la même institution.
Le 21 mars, le ministre de l'Économie Paulo Guedes a annoncé une série de mesures d'aide pour réduire l'impact sur l'économie qui sera causé par la Covid-19. Une bourse d'études pour les professionnels indépendants, d'un montant de R $ 200, est en cours de préparation, en plus de la garantie de paiement pour les travailleurs qui ont réduit les heures de travail.
Le 22 mars, la crise du nouveau coronavirus pose des défis à l'industrie et au Brésil. Maintenant, les perspectives sont que la croissance du pays cette année sera négative, aboutissant à une récession économique sans précédent. Dans ce nouveau scénario, le secteur industriel, le plus grand générateur d'emplois du pays, sera le plus touché. La crise générée par le nouveau coronavirus a brutalement interrompu le cycle de reprise de l'activité industrielle au Brésil. Le gouvernement a annoncé des mesures ces derniers jours pour éviter le ralentissement économique, mais certains secteurs sont déjà affectés. Une enquête réalisée début mars par l'Association brésilienne de l'industrie électrique et électronique (Abinee) a montré que 70% des entreprises associées avaient déjà des problèmes d'approvisionnement en composants, qui sont principalement produits en Chine et dans d'autres pays asiatiques.
Le gouvernement tente d'autoriser la suspension des contrats de travail et des salaires pour une durée maximale de quatre mois. Selon le projet de loi, finalement rejeté par le Parlement, l'entreprise aurait pu « accorder au salarié une aide compensatoire mensuelle » dont la valeur restait cependant à négocier. L'ex-président Luiz Inácio Lula da Silva a proposé la création d'une allocation temporaire pour les travailleurs précaires afin que le confinement ne soit pas le privilège d’une seule classe.
En septembre 2020, à la suite de l’annonce par les chaînes de supermarchés d’une hausse de 20 % du coût des aliments qui composent le panier des ménages, Jair Bolsonaro en appelle au « patriotisme » des chefs d'entreprise pour modérer l'inflation. La presse estime toutefois qu'une telle requête adressée au patronat n’a aucun sens dans une économie de libre-échange. Quelques 116,8 millions de Brésiliens, soit plus de la moitié de la population, sont dans une situation d'insécurité alimentaire en avril 2021. Parmi elles, près de 20 millions souffrent de la faim.
Le nombre de milliardaires en dollars a augmenté de 44 % au cours de l'année 2020, passant de 45 à 65, pour une fortune cumulée de 220 milliards. Le Brésil connait une hausse de l'inflation de 10,25 % entre octobre 2020 et octobre 2021.

### Corruption
Le Brésil, confronté à une corruption endémique, a vu celle-ci s'étendre lors de la crise sanitaire en raison notamment de l'assouplissement de la législation.
Le Parlement a autorisé tous les niveaux de gouvernement à effectuer des achats d'urgence sans appels d'offres ni les formalités administratives habituelles. « Toutes ces entités publiques étaient en compétition les unes avec les autres pour acheter les mêmes choses. C'est beaucoup plus facile de surveiller les contrats d'une énorme entité publique que de 5.000 collectivités », indique Guilherme France, responsable brésilien de l'ONG Transparency International.
De hautes personnalités politiques, telles que le gouverneur de Sao Paulo, Joao Doria et le gouverneur de Rio de Janeiro, Wilson Witzel, sont directement mis en cause dans ces affaires, ce dernier faisant l'objet d'une procédure de destitution. Le secrétaire à la Santé de l’État de Brasilia, Francisco Araujo, est arrêté en aout 2020, accusé d'avoir reçu des dessous de table à l'occasion de l'achat de kits de test.
Sur les 286,5 milliards de reais (44 milliards d'euros) de dépenses fédérales pour la pandémie, moins de 8 % sont allés directement à la lutte contre la maladie, selon la Cour fédérale des comptes (TCU).
Des responsables politiques, dont l'ancien ministre de la Santé Ricardo Barros, sont impliqués à l'été 2021 dans une affaire de vaccins surfacturés.

### Éducation
Au 20 mars, la pandémie a eu un impact sur l'éducation partout dans le monde. Dans plus d'une centaine de pays, il y a eu des fermetures d'écoles à l'échelle nationale. Cependant, le président brésilien Jair Bolsonaro a publié peu de mesures à l'échelle nationale pour ralentir la propagation du virus, et parce que le gouvernement fédéral n'a pas agi de manière appropriée face à la pandémie et n'a pas décidé, au 20 mars, d'annuler Dans tout le pays, les instances inférieures du gouvernement devaient agir de manière autonome. En tant que telles, les écoles et universités municipales, publiques et privées ont eu des réactions différentes concernant la suspension des cours. Les cours ont été suspendus immédiatement, progressivement ou pas du tout. Certains d'entre eux ont été remplacés par l'enseignement à distance ou simplement reportés. Pour cette raison, selon l'UNESCO, il n'y a que des fermetures d'écoles « localisées » (par opposition à « nationales »).
La fermeture des écoles pendant plusieurs mois pourrait aboutir à l'exclusion du système éducatif de centaines de milliers d’enfants pauvres, faute d’avoir pu suivre les cours en ligne. En octobre 2020, après six mois de fermeture dans certains États, « la situation est très inquiétante. On risque d’assister à un décrochage scolaire d’une ampleur sans précédent », explique Olavo Nogueira Filho, directeur de l’ONG Todos pela educaçao (« Tous pour l’éducation »). Selon lui, « dans le primaire et le secondaire, un élève sur quatre n’a eu strictement aucun contact avec son école depuis six mois. On estime que 30 % à 40 % des écoliers de cette tranche d’âge pourraient sortir du système éducatif si rien n’est fait ».

### Favelas
Le 17 mars, les résidents des communautés de Rio de Janeiro souffrent d'un manque d'eau au milieu de la pandémie de coronavirus. Les cariocas et les fluminenses sont beaucoup plus exposés à la prolifération des coronavirus sans eau pour le nettoyage, explique un spécialiste. Dans certaines parties de la Baixada Fluminense et de la zone nord de Rio, l'eau n'atteint pas. Parmi les zones touchées figurent les communautés de Chatuba de Mesquita, Camarista Méier et Complexo do Alemão. La médecin et pédiatre des maladies infectieuses Cristiana Meirelles dit que sans eau courante propre, la situation de la lutte contre l'épidémie devient catastrophique. Cufa appelle à des mesures pour contenir le coronavirus dans les favelas. Les actions du gouvernement n'incluent pas les personnes économiquement fragiles, un contingent qui totalise plus de 70 millions de personnes, selon l'organisation.
Le 21 mars, sans eau courante ni espace pour l'isolement, les favelas de Rio manquent de ressources pour lutter contre le coronavirus. Les autorités gouvernementales ne font pas la planification appropriée dont ces communautés ont besoin. « Nous parlons d'endroits où il n'y a pas d'eau courante, il y a beaucoup de boue, beaucoup d'animaux. Les gens ne sont pas en mesure de maintenir l'hygiène et la propreté personnelles requises à l'heure actuelle », explique un habitant.
Le 22 mars, Favelas do Rio présente 61 cas suspects de nouveau coronavirus. « La plus grande préoccupation est que les favelas souffriront le plus. Des foules de gens, il y a des maisons avec 5, 6 enfants dans une pièce. C'est inquiétant, très inquiétant. Si cela se répand ici, ce sera très triste », explique le leader Thiago Firmino. Les favelas de Rio souffrent d'un manque d'eau et la population est plus vulnérable aux coronavirus. Le Défenseur public demande l'aide des résidents pour organiser les données et prendre des mesures d'urgence. Trajano a indiqué que certaines zones de Maré sont privées d'eau depuis deux jours tandis que d'autres n'ont pas reçu d'eau depuis deux semaines. « Si l'eau arrive, c'est toujours à l'aide d'une pompe achetée par le résident. Nous nous sommes déjà plaints auprès de Cedae, la société a déclaré qu'elle se résout, mais nous savons déjà que la favela est toujours la dernière à tout recevoir et que les droits ne viennent qu'après beaucoup de collecte »,,.
L'insalubrité de certaines habitations pose aussi problème. « Dans la favela, la plupart des maisons ont peu de fenêtres, ce qui empêche une bonne circulation de l'air, l'entrée de la lumière du jour et favorise la propagation de maladies respiratoires », précise Patricia Canto, pneumologue de l'École Nationale de Santé Publique de Rio.
Beaucoup de personnes dépendent de l'économie informelle et le confinement pourrait leur retirer tout moyen de subsistance. « Les personnes qui n'ont pas d'emploi formel doivent continuer à sortir pour travailler parce qu'elles n'ont pas le choix. Ou elles meurent de faim, ou elles risquent de mourir en attrapant le coronavirus », relève Joelma Sousa, de l'ONG Redes da Maré. La précarité des services sanitaires est également préoccupante : « les dispensaires manquent cruellement de matériel et de personnel. Ces jours-ci, ils ont fermé à 15 heures, trois heures plus tôt que prévu, parce qu'il n'y avait plus de médecin ».
Au mois d’avril une étude de l’Instituto Data Favela relève que 97 % des habitants des Favelas ont déjà vu leur vie bouleversée. Sept familles sur dix ont ainsi souffert d'une diminution de leurs revenus et rencontrent des difficultés à s’approvisionner en nourriture et produits de base comme le savon. Pour le président de l’Instituto Locomotiva, Renato Meirelles : « Nous avons entendu le discours selon lequel l’épidémie est démocratique, qu’elle fait autant de mal aux riches qu’aux pauvres. Mais (…) une partie de la société n’a pas d’épargne et n’a pas les ressources pour maintenir son niveau de vie si elle ne travaille pas. Il est plus facile de se mettre en quarantaine avec un réfrigérateur plein et une maison confortable que lorsque vous vivez dans un bidonville avec un manque d’eau et cinq personnes dans un espace de 20 mètres carrés. »

### Services religieux
Les grandes municipalités annoncent des mesures de confinement et l'interdiction des grands rassemblements. Ces mesures sont reçues avec scepticisme ou mécontentement par de nombreuses personnalités du courant évangéliste. Silas Malafaia, médiatique chef de l'Assemblée de Dieu Victoire dans le Christ, l'une des plus grandes Églises évangéliques du pays, réaffirme : « Notre église va garder ses portes ouvertes ! L'église doit rester l'ultime bastion de l'espérance du peuple ! [...] Nous croyons que Dieu a le contrôle de toute chose. Nous croyons au pouvoir de la prière. C'est notre arme ! » Edir Macedo, dirigeant de l'Église universelle du royaume de Dieu, qui compte 1,8 million de fidèles, a appelé ses ouailles à « ne pas se préoccuper du coronavirus », la pandémie serait une « tactique » orchestrée par une alliance entre Satan, les médias et « les intérêts économiques » pour « semer la terreur ».
Les membres du lobby parlementaire évangélique (195 députés, soit 38 % des sièges à la Chambre basse), appellent dans un communiqué à garder les temples ouverts et à éviter un confinement trop strict. Le président Bolsonaro déclare le 2 avril préparer, avec les leaders des églises évangéliques, un jeûne d'une journée pour « débarrasser » le Brésil du virus.

### Programmation télévisuelle
Les réseaux brésiliens ont commencé à diffuser des conseils de prévention lors de leur programmation. Globo, SBT, RecordTV e RedeTV! ont annoncé qu'ils suspendraient la production de telenovelas et enregistreraient leurs talk-shows sans public, tout en élargissant le journalisme dans leur programmation,,.

### Violences policières
Dans l'État de Rio de Janeiro, 177 personnes sont abattues par les forces de police pendant la période de confinement, soit une augmentation de 43 % par rapport au même mois en 2019.

### Environnement
En mars 2020, le déboisement en Amazonie augmente de 30 % par rapport à 2019, en raison d'une réduction des patrouilles de la police environnementale (Ibama) depuis le début de l'épidémie. La police environnementale déclare avoir suspendu la plupart de ses patrouilles afin d'éviter de contribuer à propager l'épidémie, mais les ONG soupçonnent le gouvernement de vouloir profiter du chaos ambiant pour faciliter un peu plus l’exploitation de la forêt tropicale.
D'après Adriana Ramos, experte à l'ONG Institut Socioambiantal, « beaucoup d’orpailleurs et de voleurs de bois voient cette épidémie comme une opportunité et souhaitent tirer avantage de la situation. La baisse des moyens et la réduction des contrôles de l’Ibama n’ont pas commencé avec le coronavirus. La politique de ce gouvernement depuis le début consiste à encourager ceux qui détruisent illégalement la forêt. »
Au cours d'une réunion ministérielle le 22 avril, dont les images ont été diffusées dans la presse, le ministre de l’Environnement, Ricardo Salles suggère de profiter de l'« opportunité du fait que la presse soit focalisée sur le coronavirus » pour « passer des réformes et assouplir les règles » liées notamment à la préservation de l’Amazonie.
Le 17 août 2020, les indigènes membres de la tribu des Kayapo Mekragnoti bloquent la BR-163, un important axe routier au Brésil, demandant davantage d'aide au président Bolsonaro pour lutter contre le coronavirus et la fin de la déforestation et de l'orpaillage sur leurs terres. Dix jours suivants, les indigènes annoncent la levée du barrage, après une décision judiciaire exigeant une réponse du gouvernement à leurs revendications.

## Statistiques par État

### Statistiques par État au 20 mai 2020
Le graphique qui aurait dû être présenté ici ne peut pas être affiché car il utilise l'ancienne extension Graph, désactivée pour des questions de sécurité. Des indications pour créer un nouveau graphique avec la nouvelle extension Chart sont disponibles ici.

Le graphique qui aurait dû être présenté ici ne peut pas être affiché car il utilise l'ancienne extension Graph, désactivée pour des questions de sécurité. Des indications pour créer un nouveau graphique avec la nouvelle extension Chart sont disponibles ici.

| État           | État       | État  | État           | Capitale       | Capitale   | Capitale | Capitale       | Hors Capitale  |
| Nom            | Population | Décès | Décès/1000 000 | Nom            | Population | Décès    | Décès/1000 000 | Décès/1000 000 |
| -------------- | ---------- | ----- | -------------- | -------------- | ---------- | -------- | -------------- | -------------- |
| São Paulo      | 45 919 049 | 5 363 | 117            | São Paulo      | 12 252 023 | 3 135    | 256            | 66             |
| Rio de Janeiro | 17 264 943 | 3 237 | 187            | Rio de Janeiro | 6 718 903  | 2 249    | 335            | 94             |
| Ceará          | 9 132 078  | 1 900 | 208            | Fortaleza      | 2 669 342  | 1 333    | 499            | 88             |
| Pernambouc     | 9 557 071  | 1 834 | 192            | Recife         | 1 645 727  | 715      | 434            | 141            |
| Pará           | 8 602 865  | 1 633 | 190            | Belém          | 1 492 745  | 821      | 550            | 114            |
| Amazonas       | 4 144 597  | 1 561 | 377            | Manaus         | 2 182 763  | 1 057    | 484            | 257            |

### Statistiques quotidiennes
Le graphique qui aurait dû être présenté ici ne peut pas être affiché car il utilise l'ancienne extension Graph, désactivée pour des questions de sécurité. Des indications pour créer un nouveau graphique avec la nouvelle extension Chart sont disponibles ici.

Le graphique qui aurait dû être présenté ici ne peut pas être affiché car il utilise l'ancienne extension Graph, désactivée pour des questions de sécurité. Des indications pour créer un nouveau graphique avec la nouvelle extension Chart sont disponibles ici.